# Международный морской музей Гамбурга
Международный морской музей Гамбурга (нем. Internationales Maritimes Museum Hamburg) расположен в районе Шпайхерштадт в Гамбурге, в старом пакгаузе B. Открытие состоялось 25 июня 2008 года в присутствии президента Германии Хорста Кёлера и первого бургомистра Гамбурга Оле фон Бойста. Музей получил статус «морского музея международного уровня».
В частном музее Петера Тамма собрана коллекция типовых судов, строительных планов, обмундирования и морской техники,  более 40 000 предметов и более одного миллиона фотографий. 

## История
Начало частному собранию было положено в 1934 году Петером Таммом, бывшим председателем правления одного из крупнейших европейских  издательских и медиаконцернов Axel Springer AG. Когда Тамму было шесть лет, мать подарила ему первую модель корабля.

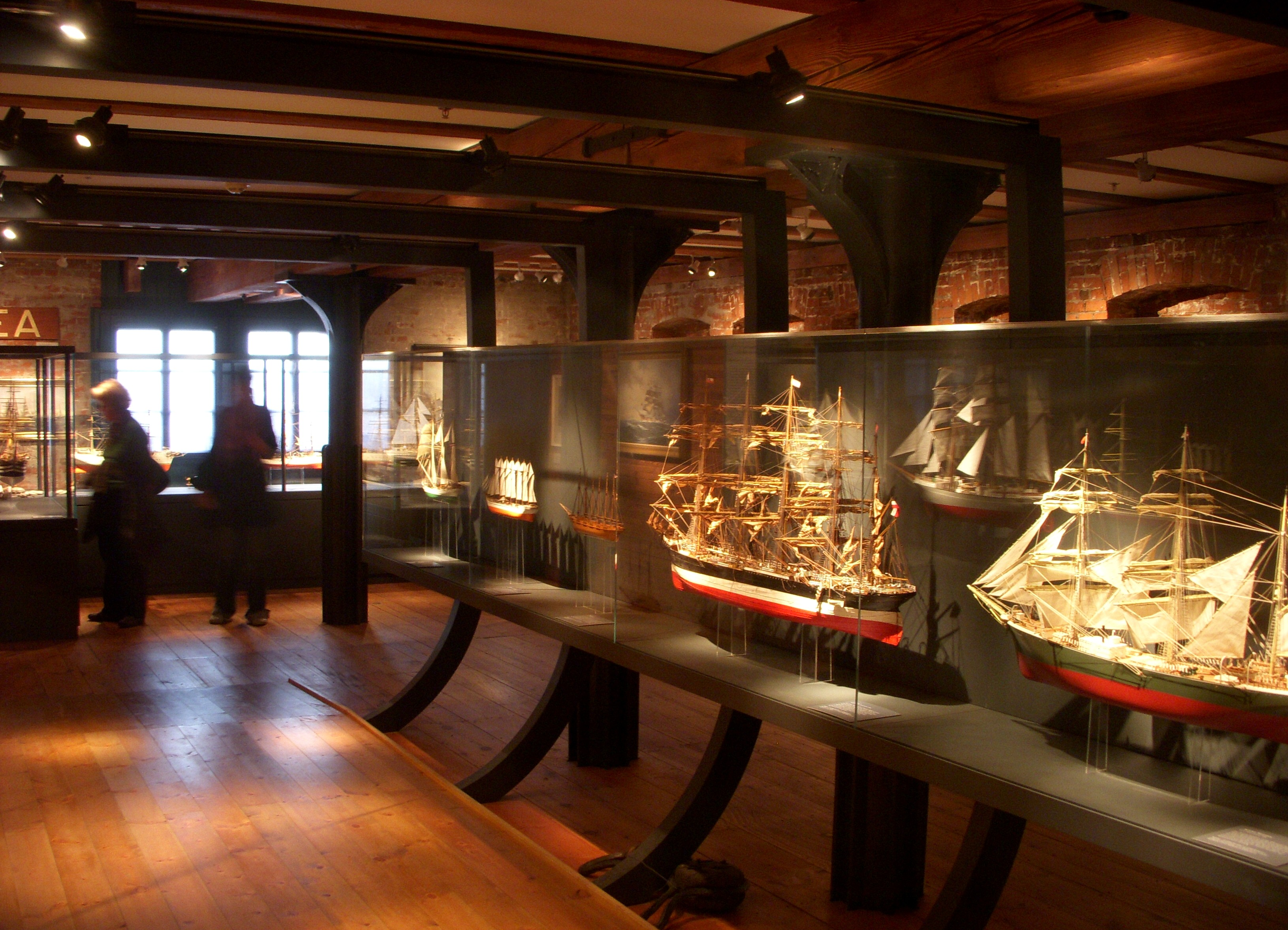
В Морском музее Гамбурга

До открытия в гамбургском  квартале «HafenCity» коллекция называлась «Wissenschaftliches Institut für Schifffahrts- und Marinegeschichte» (Академический институт судоходства и военно-морской истории) и располагалась в особняке на улице Эльбхаусзее и открывалась только по предварительной записи. В 2004 году парламент Гамбурга единогласно, при воздержании от голосования депутатской группы партии Альянс 90/Зелёные (GAL), утвердил грант на строительство нового музея в квартале Хафенсити. 25 июня 2008 года музей открыл президент Германии Хорст Кёлер.

## Архитектура
«Склад B на причале»— самый  старый сохранившийся пакгауз в Гамбурге, построенный в 1878- 1879 годы архитекторами Бернхардом Георгом Хансеном и Вильгельмом Эмилем Меервейном в неоготическом стиле. Его несущие конструкции из дерева и стальных колонн, здание  также поддерживают внешние стены из кирпича. Здание было построено как комбинация элеватора и склада для наземного хранения фасованных товаров.
В 1890 году город Гамбург купил этот склад у бывшего владельца и он получил название «Kaispeicher» (Кайшпайхер, Пакгауз на причале). В 2000 году здание было внесено в список культурного наследия ЮНЕСКО, но использовалось как склад для товаров до конца 2003 года .
В 2008 году после реконструкции здания в нём был открыт музей. Архитектор Мирьяна Маркович (MRLV Architekten) спланировала ремонт здания и получила награду от «Architekten- und Ingenieurverein Hamburg» (Союза архитекторов и инженеров Гамбурга). За мост через Брокторхафен— стальную конструкцию весом 80 т (79 длинных тонн; 88 коротких тонн) в форме бумеранга длиной 60 м (200 футов) — архитектор Дитмар Файхтингер (Париж) и инженеры WTM (Гамбург) ) также получил награду (2008).

## Интерьер и содержание
Коллекция содержит преимущественно образцы из частной коллекции Петера Тамма и подверглась резкой критике в средствах массовой информации за отсутствие дистанции от темы нацизма и неосведомлённости о войне немецких подводных лодок, о морской войне Германии во время Второй мировой войны и истории немецкого колониализма.
Экскурсия начинается с 3000-летнего челнока, который был найден в реке Эльбе.Экпонируется здесь и жезл гроссадмирала Дёница (1891—1980), изображение которого опубликовано в статье о Нюрнбергском трибунале в газете «Berliner Zeitung» в 1946 году. Эта статья описывает приговоры нацистским военным преступникам. Экспонирование жезла часто воспринимали как пример отсутствия исторической осведомлённости о нацистской пропаганде и отсутствия дистанции по отношению к нацистской символике, критического отношения к ней.
Кроме того, экспозиция состоит из картин на военно-морскую или морскую тематику, моделей кораблей из китовых костей или слоновой кости , оружия, униформы и украшений. Также представлена репродукция «Джеймса Кэрда», маленькой спасательной шлюпки Императорской трансантарктической экспедиции Эрнеста Шеклтона, использовавшейся немецким исследователем Арведом Фуксом во время своего путешествия в 2000 году. В архиве музея также хранятся 47 оригинальных писем адмирала Горацио Нельсона, известного своей победой в Трафальгарской битве, и 15 000 меню круизных лайнеров.

## Собрание
В коллекции представлено более 36 000 предметов на площади 12 000 м² (130 000 кв.футов). Собрание музея разделено на 10 тематических палуб:
•	10 палуба: Культурный форум «10 долгота», специализированные выставки.
•	9 палуба: Большой мир моделей кораблей, водные виды спорта
•	8 палуба: Морская тема в искусстве (картинная галерея и «сокровищница»)
•	7 палуба: морские исследования, энергетика и рыболовство
•	6 палуба: торговое мореплавание, круизы и порты
•	5 палуба: военно-морские флоты мира (с 1815 г. по настоящее время)
•	4 палуба: жизнь на кораблях, корабельное вооружение.
•	3 палуба: развитие судостроения и машиностроения.
•	2 палуба: парусные корабли - от античности до Ганзейского паруса, мыса Хорнье и пиратства.
•	1 палуба: исследователи, навигация, коммуникации и детская зона
•	Нижний этаж: фойе, приёмная, ресторан и музейный магазин.
Помимо постоянной экспозиции, в музее также было представлено несколько специальных выставок, в том числе, например, о викингах.

## Интересные факты
- Через здание музея проходит меридиан 10 градуса восточной долготы.